# 勝恵
勝恵（しょうえ、文明7年（1475年）- 弘治3年11月22日（1557年12月12日）は、戦国時代の浄土真宗の僧侶。号を勝林坊。諱を兼為。幼名を光慶。願行寺1世となる。なお、没年については永禄元年（1558年）説もある。
近江国錦織寺7世慈賢の子・叡尚の長男として生まれる。内紛によって寺を去り、明応2年（1493年）19歳の時に自分を支持する伊勢・伊賀・大和の40ヶ所の門徒とともに本願寺の蓮如に合流する。蓮如は勝恵に娘の妙勝を嫁がせて、山城国三栖、ついで和泉国堺へと移り、後に蓮如の創建した大和国下市（現在の奈良県下市町）の願行寺の初代住持を任された。
歴代本願寺法主の信任が厚く、妙勝の没後にはその妹の妙祐を娶り、9世実如からは、永正10年（1513年）に聖徳太子と法然の影像を与えられた。また、実如の実弟・蓮淳に請われて、娘を蓮淳の子願証寺実恵に嫁がせている。